# Mielichhoferia plumosa
Mielichhoferia plumosa är en bladmossart som beskrevs av C. Müller 1862. Mielichhoferia plumosa ingår i släktet kismossor, och familjen Bryaceae. Inga underarter finns listade i Catalogue of Life.